# Cheilanthes poeppigiana
Cheilanthes poeppigiana är en kantbräkenväxtart som beskrevs av Georg Heinrich Mettenius och Oskar Kuhn. Cheilanthes poeppigiana ingår i släktet Cheilanthes och familjen Pteridaceae. Inga underarter finns listade.